# Dunstán
Dunstán o Tristán (h. 909-19 de mayo de 988) fue abad de Glastonbury, obispo de Worcester, de Londres y arzobispo de Canterbury. Canonizado como santo de la Iglesia católica, trabajó, principalmente, en la reforma de la vida monástica. Su biógrafo del siglo XI, Osbern de Canterbury, afirma que Dunstán era diestro en «hacer dibujos y escribir letras». Sirvió como ministro a varios reyes ingleses. Fue, dada su eficiencia como obispo, el santo más popular en Inglaterra durante casi dos siglos y obtuvo una enorme fama, lo que acarreó, costumbre nada extraña en la Edad Media, que se le atribuyeran con el tiempo historias totalmente fantasiosas.

## Primeros años (909–943)

### Nacimiento
Dunstán nació en Baltonsborough, condado de Somerset. Su padre fue Heorstan, noble de Wessex y hermano de los obispos de Wells y Winchester. Su madre, según la tradición, fue una mujer piadosa. Osbern, en su vida de Dunstán, relata que un mensajero, milagrosamente, informó a Cynethryth de la santidad del niño al que iba a dar a luz:

Ella estaba en la iglesia de Santa María cuando de repente todas las luces se apagaron. La vela que sostenía Cynethryth, sin embargo, se volvió a encender inmediatamente y todos los presentes acercaron sus velas a esta llama milagrosa, presagiando que el niño que llevaba en sus entrañas sería el pastor de la luz eterna para la Iglesia de Inglaterra.

El autor anónimo de la primera hagiografía de Dunstán sitúa su nacimiento durante el reinado de Athelstan, mientras que Osbern lo fija en «el primer año del reinado de Athelstan», es decir, 924 o 925. Sin embargo, ninguna de estas fechas se avienen con otras mejor conocidas de la vida de Dunstán, por lo que los historiadores consideran que nació alrededor del año 910.

### De la escuela a la corte del rey
Dunstán estudió con los monjes irlandeses que, por entonces, ocupaban las ruinas de la abadía de Glastonbury. Siendo un niño, sufrió una enfermedad muy grave de la que se recuperó, al parecer, milagrosamente. Pronto fue conocido por su interés en aprender y dominar las más variadas clases de oficios. Con el consentimiento de su padre fue tonsurado, recibió las órdenes menores y comenzó a servir en la antigua iglesia de Santa María. Su tío Athelm, arzobispo de Canterbury, habiendo conocido sus aptitudes, le reclamó poco tiempo después para que entrara a su servicio. Desde el arzobispado, un poco más tarde, pasó a la corte del rey Athelstan.

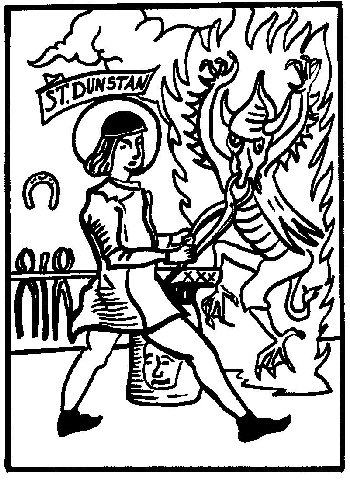
Dunstán utilizando sus tenazas de herrero para liberarse del diablo.

Una vez allí, pronto se convirtió en el favorito del rey provocando la envidia de otros miembros de la corte. La situación llegó a tal punto que se urdió una trama para hacer caer en desgracia a Dunstán acusándolo de brujería y magia negra. El rey, ante la gravedad de las acusaciones, le ordenó abandonar la corte. Cuando Dunstán salió de palacio, sus enemigos se abalanzaron sobre él, le golpearon, le ataron y lo arrojaron a un pozo negro. A duras penas y por sus propios medios consiguió salir de allí y llegar a la casa de un amigo. Cuando se recuperó, fue a reunirse con su tío Elpegio, obispo de Winchester.
Elpegio intentó persuadir a Dunstán para que siguiese la vida monástica pero él dudaba sobre si podría vivir en celibato. La respuesta vino en forma de un ataque de tumores que cubrieron todo el cuerpo de Dunstán. Se llegó a pensar que padecía lepra. Probablemente, se trató de alguna forma de sepsis consecuencia de la bacteriemia producida al entrar en contacto la sangre de sus heridas con las inmundicias del pozo al que lo arrojaron. Cualquiera que fuera la causa, el hecho es que la enfermedad le hizo cambiar de opinión. Fue ordenado en 943, en presencia de Elpegio, y volvió a Glastonbury para vivir como un ermitaño. Se construyó una pequeña celda de metro y medio de largo y setenta y cinco centímetros de ancho apoyada en los muros de la vieja iglesia de Santa María. Allí estudiaba, tocaba el arpa y trabajaba en sus manualidades. Según una leyenda del siglo XI, el diablo le visitó en dicha celda y Dunstán se liberó de la tentación usando sus tenazas para aprisionar la cara de Lucifer.

## Monje, abad y obispo (943–60)

### Monje
Cuando vivió en Glastonbury, Dunstán trabajó como platero y en el scriptorium. Se considera probable que fuera él quien dibujó la famosa imagen de Cristo con un monje desproporcionadamente pequeño arrodillado a su lado en el Glastonbury Classbook. Forma parte de la primera serie de bocetos que prefiguran una de las características particulares del arte anglosajón de este periodo. Dunstán adquirió fama como músico, iluminador y metalista.  Lady  Æthelflaed, sobrina del rey Athelstan, lo eligió como consejero y a su muerte le dejó una fortuna considerable.  Este dinero lo utilizaría más adelante para fomentar y promover el renacimiento monástico en Inglaterra. Casi al mismo tiempo, Dunstán recibió la herencia de su padre Heorstan. Convertido así en una persona influyente y adinerada, a la muerte de Athelstan en 940, el nuevo rey, Edmundo I, lo llamó a su corte de Cheddar para nombrarle ministro.
Una vez más, el favor real alimentó los celos de otros cortesanos y, por segunda vez, los enemigos de Dunstán vieron coronada su conspiración con el éxito. El rey tenía previsto expulsarlo de la corte. Dunstán, entonces, se puso en contacto con ciertos enviados del «Reino del Este» (probablemente, Anglia Oriental) que habían llegado a Cheddar y les pidió acompañarles en su viaje de regreso. Ellos asintieron, pero...

... el rey salió a cazar al bosque de Mendip. Separándose de sus ayudantes persiguió a un ciervo que se dirigía a gran velocidad hacia los acantilados de Cheddar. Acuciado por los perros, el animal se aproximó peligrosamente al borde del precipicio. Edmundo intentó detener su caballo sin éxito y, al ver que su muerte era inminente, recordó la forma tan severa en que había tratado a San Dunstán y prometió, en ese mismo instante, enmendarse si salvaba su vida en ese trance. De inmediato, su caballo se detuvo en el mismo borde del acantilado. Dando gracias a Dios, regresó rápidamente a su palacio, llamó a Dunstán y se ofreció para seguirle hasta Glastonbury. Al entrar en la iglesia, el rey se arrodilló para rezar delante del altar y, después, tomando a Dunstán por la mano, le dio el beso de la paz, le guio a la sede del abad y, acto seguido, le prometió todo lo que estuviera en sus manos para restaurar el culto divino y la regla monástica.

### Abad de Glastonbury
Dunstán, investido en su nuevo cargo, se puso a trabajar de inmediato. Se propuso reconstruir la abadía y reiniciar la vida monástica. Comenzó estableciendo la regla benedictina en Glastonbury. Que la adopción de la regla de San Benito fue el principal instrumento de su tarea restauradora no solo lo afirma contundentemente su biógrafo, sino que resulta confirmado por las primeras medidas que adoptó como abad, incluyendo los primeros edificios que mandó construir y la inclinación benedictina de sus discípulos más importantes.

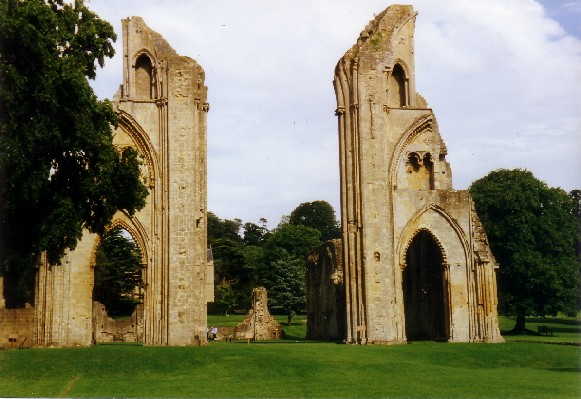
Restos del coro de la iglesia en la abadía de Glastonbury.

La primera preocupación de Dunstán fue la reconstrucción de la iglesia de San Pedro y su claustro para restablecer la clausura monástica. Los aspectos seculares de la casa fueron encomendados a su hermano, Wulfric, «para que ni él ni ninguno de los monjes profesos pudiera romper la clausura». Fundó una escuela para la juventud de la zona y pronto se convirtió en la más famosa de Inglaterra en su tiempo. También completó una extensión sustancial del sistema de riego en los cercanos Somerset Levels.
A los dos años del nombramiento de Dunstán, en 946, el rey Edmundo I fue asesinado. Su sucesor fue Edred, quien recibió el apoyo de la reina madre, Edgiva de Kent, del arzobispo de Canterbury, Oda el Severo, y de la nobleza de Anglia Oriental, a cuya cabeza estaba el poderoso ealdorman Æthelstan Medio Rey. Esta entronización servía a la política de unificación y conciliación con la mitad danesa del reino y tenía por objetivo el establecimiento de una firme autoridad real. Edred, por lo que respecta a los asuntos eclesiásticos, favoreció la expansión de la observancia católica, la reconstrucción de iglesias, la reforma moral del clero y los laicos y procuró acabar con la religión de los daneses en Inglaterra.
En contra de todas estas reformas se hallaba la nobleza de Wessex, en la que estaban incluidos la mayoría de los parientes de Dunstán y todos aquellos interesados en mantener la situación preexistente. Durante nueve años, la influencia de Dunstán prevaleció y renunció en dos ocasiones al cargo de obispo que se le ofreció: Winchester en 951 y Exeter en 953. Argumentó que no era su intención abandonar al rey mientras este viviera y le necesitara.

### Cambia la suerte

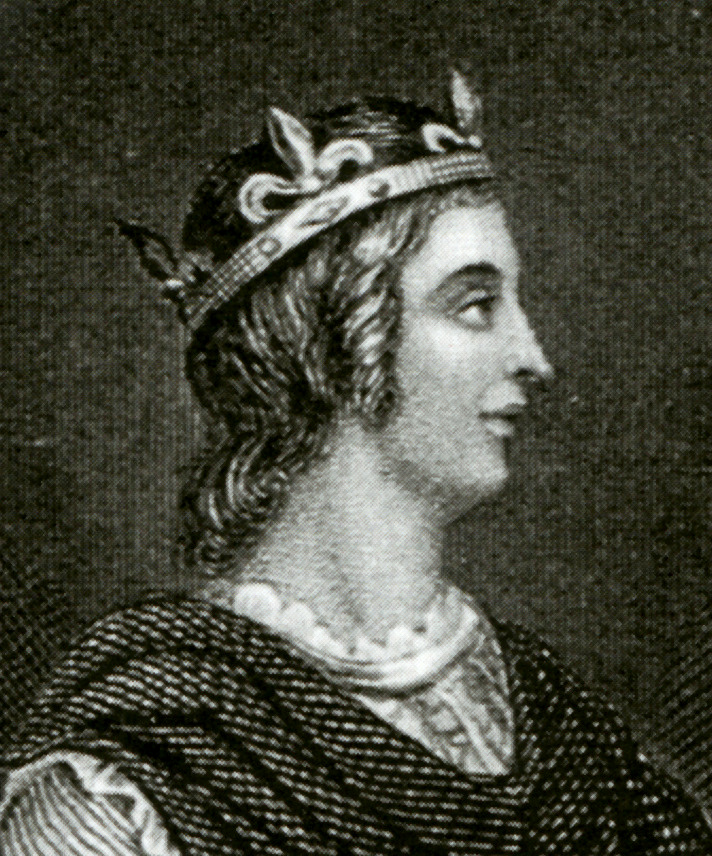
El reinado de Edwy el Bello estuvo marcado por los conflictos con su familia y el enfrentamiento con Dunstán.

En 955, Edred muere y la situación cambia de nuevo. Su sobrino Edwy el Bello o Eduino, primogénito de Edmundo, es coronado. Se dice que era un joven testarudo que compartía por completo el punto de vista de la nobleza reaccionaria. Según la leyenda más extendida, su enemistad con Dunstán comenzó el día de su coronación, cuando no asistió a una reunión prevista con los nobles. Dunstán acabó encontrando al joven monarca conversando con una dama llamada Ælfgifu y su madre, y se negó a regresar con el abad. Enfurecido, Dunstán le hizo volver a rastras y le obligó a repudiar a la chica por prostituta. Más tarde, dándose cuenta de que había causado la ira del rey, huyó a la presunta seguridad de su claustro, pero Eduino, animado por Ælfgifu, con quien se casó, le persiguió y saqueó el monasterio.
Dunstán consiguió escapar y, comprendiendo que su vida se hallaba en peligro, abandonó Inglaterra y cruzó el canal de la Mancha para llegar a Flandes, lugar del que ignoraba tanto el idioma como las costumbres de sus habitantes. Allí fue recibido por el conde Arnulfo I, quien le hospedó en la abadía de Mont Blandin, cerca de Gante. Este era el principal centro benedictino flamenco y en él fue Dunstán capaz por primera vez de cumplir con la estricta observancia que había presidido su renacimiento en la abadía de Cluny a principios de siglo. Su exilio no duró mucho. Antes de que expirara 957, mercios y northumbrios se rebelaron y expulsaron a Eduino, eligiendo a su hermano Edgar como rey del país al norte del Támesis. El sur permaneció fiel a Eduino. 
Enseguida, los consejeros de Edgar llamaron a Dunstán. A su llegada, el arzobispo Oda lo ordenó obispo y, a la muerte de Coenwald de Worcester, lo nombró titular de dicha diócesis.
Al año siguiente quedó vacante la sede de la diócesis de Londres y también le fue asignada a Dunstán. En octubre de 959 murió Eduino y Edgar fue inmediatamente admitido como soberano de Wessex. Uno de los últimos actos llevados a cabo por Eduino fue nombrar al sucesor del arzobispo Oda, que había fallecido el 2 de junio de 958. En primer lugar designó a Ælfsige de Winchester, pero falleció de frío en los Alpes mientras viajaba a Roma para recibir el palio. En su lugar, Eduino nombró a Byrhthelm (también conocido como Brithelm o Beorhthelm), obispo de Wells. A su vez, Edgar, en una de sus primeras decisiones como rey, revocó esta designación por considerar que Brithelm ni siquiera había sido capaz de regir adecuadamente su diócesis y, finalmente, otorgó el arzobispado a Dunstán.

## Arzobispo de Canterbury (960–978)

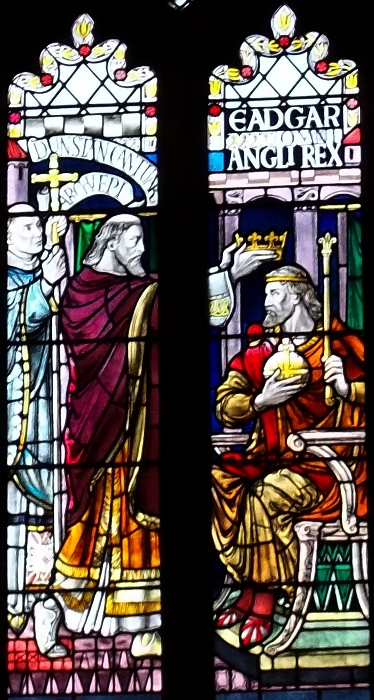
Dunstán coronando a Edgar. Vidriera de la abadía de Bath.

Dunstán viajó a Roma en 960 y recibió el palio de manos de Juan XII. Fue tan pródigo durante su viaje que al llegar no quedó nada para él ni para sus sirvientes.
A su regreso, Dunstán recuperó su cargo de virtual primer ministro del reino. Nombró a Ælfstan obispo de Londres y a Oswald para la diócesis de Worcester. En 963, designó a Æthelwold de Winchester, abad de Abingdon, titular de la diócesis de Winchester. Con su ayuda y con el apoyo decidido del rey Edgar, Dunstán siguió adelante con sus reformas de la iglesia inglesa.  Los monjes de sus comunidades habían sido enseñados a vivir en un espíritu de sacrificio y Dunstán hizo cumplir enérgicamente la regla del celibato siempre que le fue posible. Prohibió las prácticas de simonía y terminó con la costumbre de que los clérigos nombraran a sus parientes para desempeñar oficios de su jurisdicción. Se construyeron monasterios y, en algunas de las grandes catedrales, los monjes ocuparon el lugar de los canónigos; en el resto, los canónigos fueron obligados a vivir de acuerdo con la regla monástica. Se exigió a los presbíteros que estuvieran cualificados para desempeñar su oficio y que enseñaran a sus parroquianos no solo las verdades de la fe cristiana, sino también los rudimentos de cualquier profesión que pudiera mejorar su condición material. También impulsó reformas políticas dirigidas al mantenimiento de la ley y el orden. Grupos armados y entrenados vigilaron el norte del país y una armada se encargó de proteger las costas de los ataques vikingos. Hubo en el reino un periodo de paz más duradero del que se tenía memoria hasta entonces.
En 973, la destreza política de Dunstán alcanzó su cénit cuando ofició la coronación del rey Edgar. Edgar fue coronado en Bath en una ceremonia imperial concebida, no como la iniciación, sino como la culminación de su reinado, hecho que tuvo que llevar aparejado un arduo trabajo diplomático preliminar. Este ritual, ideado por el propio Dunstán y conmemorado con un poema en la Crónica anglosajona, constituye la base de la coronación del monarca británico actual. Más tarde, tuvo lugar  una segunda coronación simbólica no menos importante, ya que otros reyes británicos acudieron a Chester a prestar su lealtad a Edgar. Seis reyes, incluidos los de Escocia y Strathclyde, prestaron su juramento de fidelidad como vasallos de Edgar en tierra y mar.
Edgar murió dos años después de su coronación y le sucedió su hijo mayor, Eduardo el Mártir, habido de su primer matrimonio con Ethelfleda la Bella. El acceso al trono de Eduardo fue disputado por su madrastra, Elfrida, quien deseaba el trono para su segundogénito, Etelredo el Indeciso. Gracias a la intervención de Dunstán, Eduardo fue el elegido y coronado en Winchester.
La muerte de Edgar envalentonó a los nobles reaccionarios y rápidamente dirigieron su ataque contra los monjes, protagonistas de la reforma. Por todo el territorio de Mercia fueron perseguidos y privados de sus posesiones. Sin embargo, Æthelwine, ealdorman de Anglia Oriental, apoyó la causa monástica y el reino estuvo en serio peligro de guerra civil. Llegaron a celebrarse tres reuniones del Witenagemot (en Kyrtlington, Calne, y Amesbury) para resolver la disputa. En la segunda de ellas, el suelo en el que se celebraba la asamblea cedió y todos los asistentes cayeron al piso inferior, salvo Dunstán, que se aferró a una viga. Hubo varios muertos.

## Últimos años (978–988)

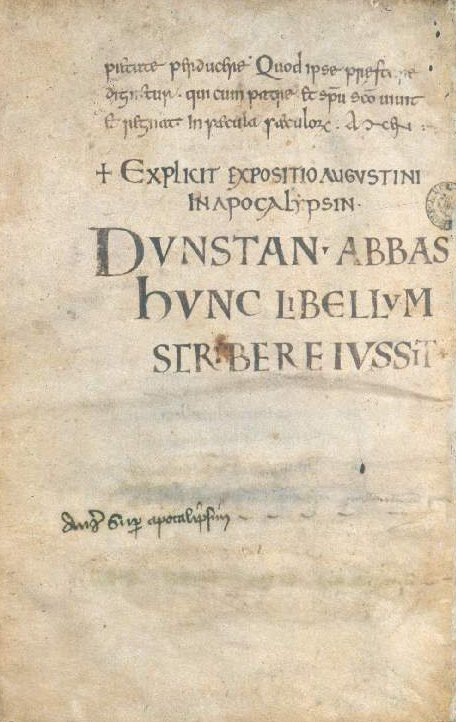
Manuscrito procedente de la abadía de Glastonbury y conservado en la Biblioteca Bodleiana. Puede leerse: Dunstan Abbas hunc libellum scribere iussit, o sea, «El abad Dunstán ordenó que se escribiera este libro».

En marzo de 978, el rey Eduardo fue asesinado en Corfe Castle con la probable intervención de su madrastra Ethelfleda. Etelredo fue el nuevo rey y su coronación tuvo lugar el 31 de marzo de 978, fiesta de cuasimodo. Esa fue la última vez que Dunstán presidió una ceremonia oficial. Cuando el joven rey pronunció el habitual juramento de gobernar bien, Dunstán se dirigió a él y le advirtió solemnemente. Criticó la forma criminal mediante la que había llegado al trono y profetizó las desgracias que, en un breve periodo de tiempo, se abatirían sobre el reino por dicha causa.
Sin embargo, la influencia de Dunstán en la corte había llegado a su fin. Se retiró a Canterbury donde ejerció como profesor en la escuela catedralicia. Después de esa fecha, solo se conocen otras tres intervenciones públicas suyas. En 980, Dunstán, junto con Ælfhere de Mercia participó en el traslado de las reliquias del rey Eduardo II, que sería canonizado poco después, desde su tumba en Wareham hasta un santuario en la abadía de Shaftesbury. En 984, siguiendo las instrucciones que San Andrés le proporcionó durante una visión, convenció al rey Etelredo para que nombrara a Alphege obispo de Winchester en sustitución de Æthelwold. Por último, en 986, Dunstán convenció al rey, tras haberle donado cien libras de plata, para que pusiera fin a su persecución contra el ordinario de la diócesis de Rochester.
El retiro de Dunstán en Canterbury estuvo dedicado a largos periodos de oración, tanto  diurnos como nocturnos, y a la asistencia regular a los oficios de las horas canónicas y de la misa. Visitó los santuarios de Agustín de Canterbury y de Ethelberto de Kent. Se ocupó del bienestar espiritual y material de sus fieles, reconstruyó y edificó iglesias, fundó escuelas, dirimió pleitos, defendió a las viudas y los huérfanos, promovió la paz y se esforzó por hacer cumplir la castidad.
Continuó trabajando como artesano, fabricó campanas y órganos y corrigió libros en la biblioteca de la catedral. Protegió y animó a los académicos europeos que viajaron a Inglaterra y ejerció la docencia en la escuela catedralicia. Se dice que durante la víspera de la Ascensión de 988 fue advertido por los ángeles de que moriría en el plazo de tres días. Durante la festividad, celebró misa y predicó a los fieles en tres ocasiones: durante la liturgia de la palabra, en la consagración y después del Agnus Dei. En la última, les anunció su muerte inminente y les deseó toda clase de bienes. Esa tarde escogió el lugar para su sepultura y se fue a acostar. Sus fuerzas se disiparon rápidamente y el domingo por la mañana, 19 de mayo, la congregación reunida celebró la misa en su presencia y, tras administrarle la extrema unción y el viático, murió. Se dice que las últimas palabras de Dunstán fueron: «He hath made a remembrance of his wonderful works, being a merciful and gracious Lord: He hath given food to them that fear Him.» (Él hizo portentos memorables, el Señor es bondadoso y compasivo. Proveyó de alimento a sus fieles).
Enseguida fue considerado santo por el pueblo. Fue canonizado en 1029. Ese mismo año, el sínodo de Winchester dispuso que la fiesta de san Dunstán fuese guardada solemnemente en toda Inglaterra.

## En la posteridad
Hasta que fue eclipsado por la fama de Tomás Becket fue el santo más popular de Inglaterra. Fue enterrado en una cripta de su catedral de Canterbury. Tras el incendio de 1067, sus restos fueron trasladados por el arzobispo normando Lanfranc a una tumba situada al sur del altar mayor del nuevo edificio.

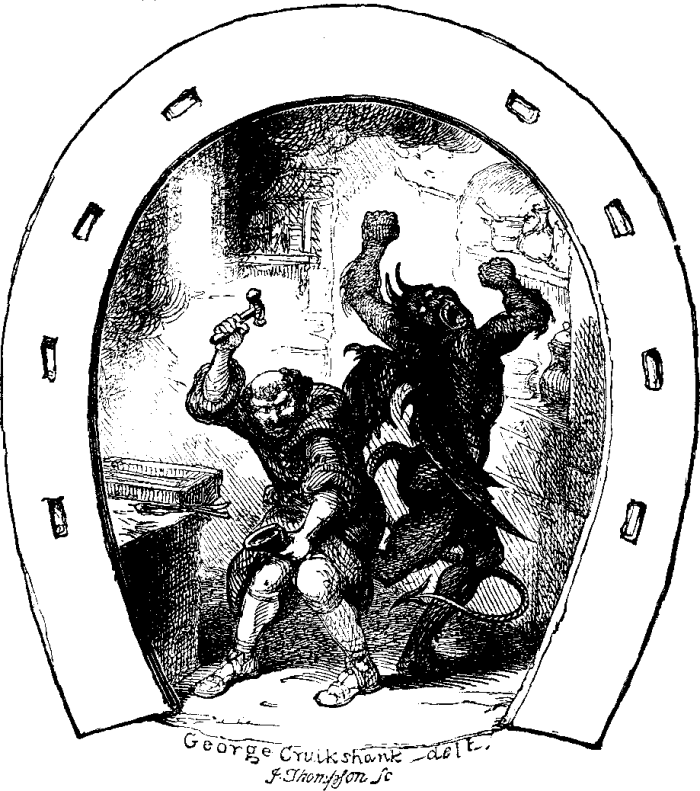
Dunstán herrando la pezuña del diablo. Ilustración de George Cruikshank

Los monjes de Glastonbury solían afirmar que durante el saqueo de Canterbury por los vikingos en 1012, trasladaron el cuerpo de Dunstán a su abadía por motivos de seguridad. Sin embargo, el arzobispo William Warham probó la falsedad de esta historia al abrir la tumba de Canterbury en 1508 y hallar todavía allí sus restos. En el plazo de un siglo, sin embargo, su santuario fue destruido durante la reforma anglicana.
Está considerado el santo patrón de los orfebres, ya que trabajó como herrero, pintor y joyero. Su festividad la celebran el 19 de mayo los católicos, ortodoxos y anglicanos. Numerosas iglesias llevan su nombre, sobre todo en países de habla inglesa.
Daniel Anlezark sugirió que Dunstán pudo haber sido el autor de la obra en inglés antiguo Salomón y Saturno, apoyándose en el estilo y la elección del vocabulario, si bien otros autores, como Clive Tolley, examinando la cuestión desde un punto de vista lingüístico, rechazan la autoría del arzobispo.
Otra leyenda cuenta que un día se acercó a Dunstán una extraña criatura bípeda que le pidió que herrara sus pezuñas. Al darse cuenta de que las tenía hendidas, Dunstán comprendió que se hallaba en presencia del diablo. Le dijo que para hacer bien su trabajo debía atarlo a la pared y, a continuación, comenzó a clavarle las herraduras de una forma tan dolorosa que el diablo le suplicó que parara y le soltara. Como condición para liberarlo, Dunstán hizo prometer al demonio que jamás entraría en una casa en la que hubiese colocada una herradura encima de la puerta. Este sería el origen de la herradura de la suerte.